# Liste des albums musicaux numéro un au Billboard 200 en 2004
Cette page présente les albums musicaux numéro 1 chaque semaine en 2004 au Billboard 200, le classement officiel des ventes d'albums aux États-Unis établi par le magazine Billboard. Les cinq meilleures ventes annuelles sont également listées.

## Classement hebdomadaire
| Date         | Artiste(s)           | Titre                                          | Référence |
| ------------ | -------------------- | ---------------------------------------------- | --------- |
| 3 janvier    | Alicia Keys          | The Diary of Alicia Keys                       |           |
| 10 janvier   | OutKast              | Speakerboxxx/The Love Below                    |           |
| 17 janvier   | OutKast              | Speakerboxxx/The Love Below                    |           |
| 24 janvier   | Josh Groban          | Closer                                         |           |
| 31 janvier   | OutKast              | Speakerboxxx/The Love Below                    |           |
| 7 février    | OutKast              | Speakerboxxx/The Love Below                    |           |
| 14 février   | Twista               | Kamikaze                                       |           |
| 21 février   | Kenny Chesney        | When the Sun Goes Down                         |           |
| 28 février   | Norah Jones          | Feels like Home                                |           |
| 6 mars       | Norah Jones          | Feels like Home                                |           |
| 13 mars      | Norah Jones          | Feels like Home                                |           |
| 20 mars      | Norah Jones          | Feels like Home                                |           |
| 27 mars      | Norah Jones          | Feels like Home                                |           |
| 3 avril      | Norah Jones          | Feels like Home                                |           |
| 10 avril     | Usher                | Confessions                                    |           |
| 17 avril     | Usher                | Confessions                                    |           |
| 24 avril     | Usher                | Confessions                                    |           |
| 1er mai      | Usher                | Confessions                                    |           |
| 8 mai        | Usher                | Confessions                                    |           |
| 15 mai       | Usher                | Confessions                                    |           |
| 22 mai       | Usher                | Confessions                                    |           |
| 29 mai       | Usher                | Confessions                                    |           |
| 5 juin       | Usher                | Confessions                                    |           |
| 12 juin      | Usher                | Confessions                                    |           |
| 19 juin      | Usher                | Confessions                                    |           |
| 26 juin      | Usher                | Confessions                                    |           |
| 3 juillet    | Usher                | Confessions                                    |           |
| 10 juillet   | Jadakiss             | Kiss of Death                                  |           |
| 17 juillet   | Lloyd Banks          | The Hunger for More                            |           |
| 24 juillet   | Lloyd Banks          | The Hunger for More                            |           |
| 31 juillet   | Usher                | Confessions                                    |           |
| 7 août       | Ashlee Simpson       | Autobiography                                  |           |
| 14 août      | Divers artistes      | Now That's What I Call Music! 16 (compilation) |           |
| 21 août      | Ashlee Simpson       | Autobiograhy                                   |           |
| 28 août      | Ashlee Simpson       | Autobiograhy                                   |           |
| 4 septembre  | Divers artistes      | Now That's What I Call Music! 16 (compilation) |           |
| 11 septembre | Tim McGraw           | Live Like You Were Dying                       |           |
| 18 septembre | Tim McGraw           | Live Like You Were Dying                       |           |
| 25 septembre | Alan Jackson         | What I Do                                      |           |
| 2 octobre    | Nelly                | Suit                                           |           |
| 9 octobre    | Green Day            | American Idiot                                 |           |
| 16 octobre   | Rascal Flatts        | Feels Like Today                               |           |
| 23 octobre   | Usher                | Confessions                                    |           |
| 30 octobre   | Usher                | Confessions                                    |           |
| 6 novembre   | Usher                | Confessions                                    |           |
| 13 novembre  | R. Kelly et Jay-Z    | Unfinished Business                            |           |
| 20 novembre  | Divers artistes      | Now That's What I Call Music! 17 (compilation) |           |
| 27 novembre  | Eminem               | Encore                                         |           |
| 4 décembre   | Eminem               | Encore                                         |           |
| 11 décembre  | U2                   | How to Dismantle an Atomic Bomb                |           |
| 18 décembre  | Jay-Z et Linkin Park | Collision Course                               |           |
| 25 décembre  | Ludacris             | The Red Light District                         |           |

## Classement annuel
Les 5 meilleures ventes d'albums de l'année aux États-Unis selon Billboard :
1. Usher - Confessions
2. OutKast - Speakerboxxx/The Love Below
3. Josh Groban - Closer
4. Alicia Keys - The Diary of Alicia Keys
5. Norah Jones - Feels like Home